# Elaeocarpus tjerengii
Elaeocarpus tjerengii är en tvåhjärtbladig växtart som beskrevs av R. Weibel. Elaeocarpus tjerengii ingår i släktet Elaeocarpus och familjen Elaeocarpaceae. Inga underarter finns listade i Catalogue of Life.